# Tomer Yosef

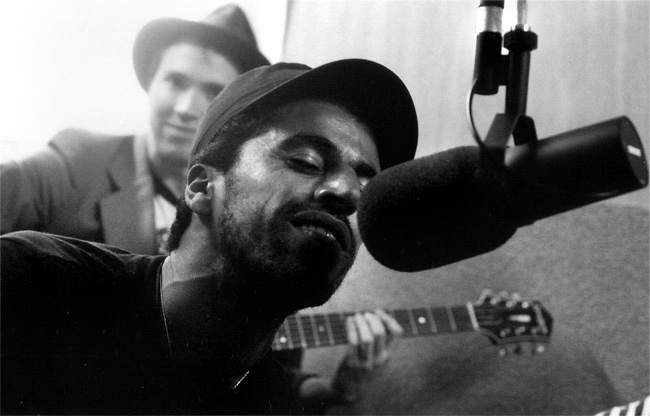
Tomer Yosef mit Balkan Beat Box auf dem Bonnaroo Music Festival in Manchester (2006)

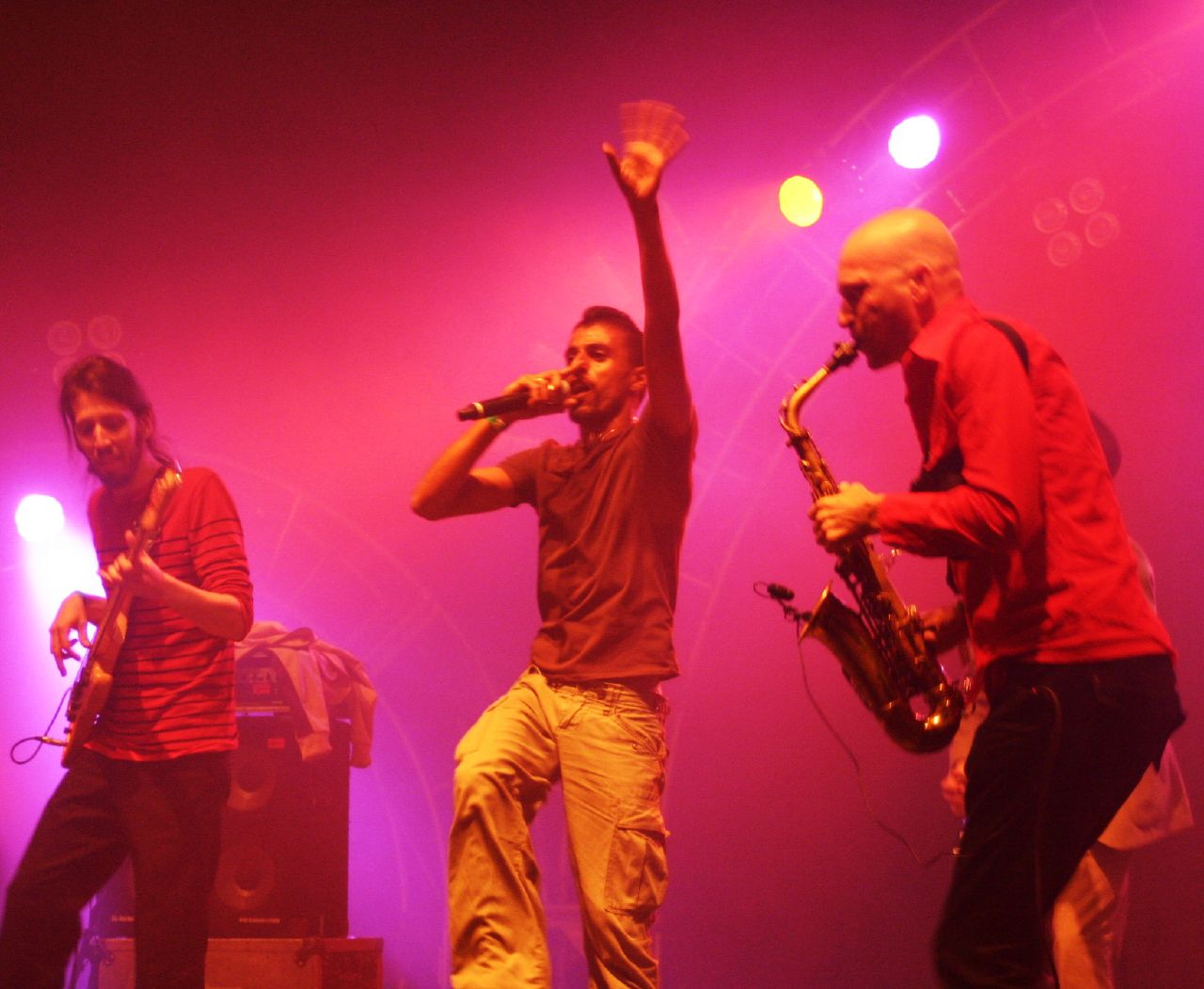
Tomer Yosef (Mitte)

Tomer Yosef (hebräisch תומר יוסף; * 8. September 1975 in Kfar Saba) ist ein israelischer Sänger, Schauspieler, Regisseur und Leadsänger der israelischen Band Balkan Beat Box.

## Karriere
Yosef begann seine Karriere als Stand-up-Comedian im Jahr 1994. Er trat häufig im israelischen Hörfunk und Fernsehen auf und spielte Rollen in einigen israelischen Fernsehserien, wobei er selbst das Drehbuch schrieb und bei der Fernsehserie Platfus Regie führte. 1998 spielte er in der Serie הצל של החיוך שלך (Ha-Tzel, Shel Hachiuch Shelchah) und dem Film ביקור התזמורת (Die Band von nebenan) mit.
1998 zog er nach New York City und arbeitete mit Itamar Ziegler in Zion Train zusammen. 2001 nahm er an der Fernsehshow כוכבי השכונה (Kochvey Hashchuna, Stars in der Nachbarschaft) als Schlagzeuger teil. Im Jahr 2002 arbeitete er mit Tamir Muskat zusammen, um sein erstes Album תגידו משהו (Sag etwas) zu produzieren. Daraufhin wirke er als Elektronikkünstler, schrieb, komponierte und produzierte mit Muskat. Im Jahr 2004 startete er sein DJ-Set und trat in ganz Israel auf, bevor er 2005 als Gastsänger auf dem Debütalbum Balkan Beat Box auftrat und seitdem Leadsänger der Band ist. Yosef veröffentlichte 2006 sein zweites Album צוחקים מתחת לאדמה (Lachender Untergrund), das hauptsächlich von Reggae, Dancehall and Pop beeinflusst ist. 2009 erschienen die Alben הטרמפולינה עם בן und השחר 35 gemeinsam mit dem Musiker von Balkan Beat Box, Ben Handler. In seinen Songs setzt sich Yosef wiederholt mit sozialen Themen wie Rassismus und Segregation auseinander.
Yosef ist jemenitisch-jüdischer Abstammung.

## Diskografie
→ siehe: Diskografie Balkan Beat Box

### Solo-Alben
- 2002: תגידו משהו (dt. Sag etwas)
- 2006: צוחקים מתחת לאדמה (dt. Lachender Untergrund)
- 2009: הטרמפולינה עם בן
- 2011: השחר 35
- 2020: כמה נורמלי

### EPs
- 2024: Work in Progress (mit Kutiman)

### Singles (Auswahl)
- 2006: אל תטוסי
- 2006: אני רוצה לזוז
- 2009: עברתי רק כדי לראות
- 2011: כאלו מילים
- 2011: יפה באמת
- 2019: כמה נורמלי
- 2020: דבש ותפוח

## Filmografie

### Schauspieler, Regisseur und Produzent
- 1994: Platfus
- 1998: הצל של החיוך שלך (Ha-Tzel, Shel Hachiuch Shelchah)
- 2001: כוכבי השכונה (Kochvey Hashchuna)
- 2002: Chunt Lee

- 2007: Bikur Ha-Tizmoret (Die Band von nebenan)

### Soundtrack
- 2014: Kill The Boss 2
- 2016: Popstar: Never Stop Never Stopping